# Sterling Campbell

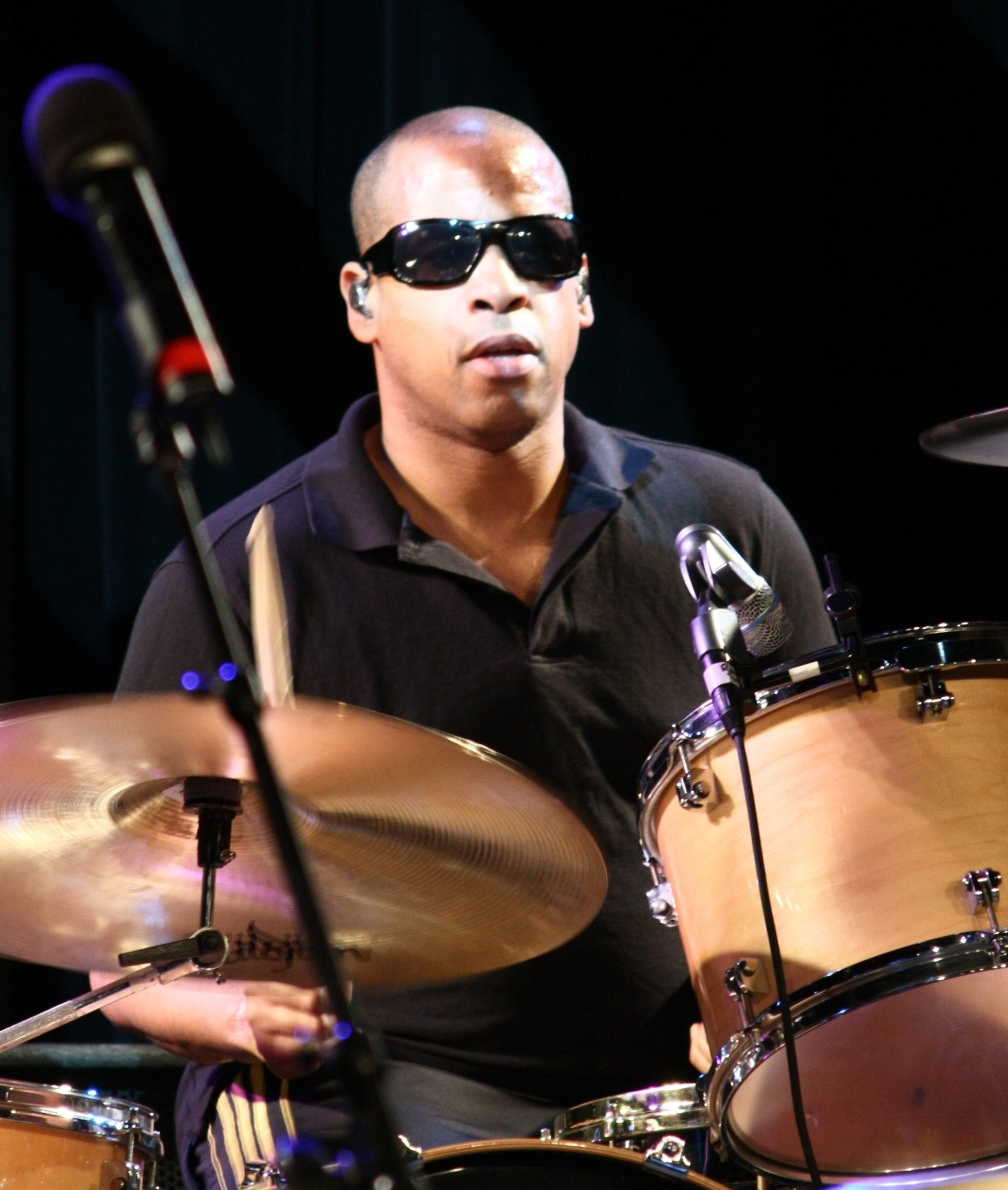
Sterling Campbell (2009)

Sterling Campbell (nascido em 3 de maio de 1964) é um baterista de Rock que trabalhou em numerosos atos de alto perfil. No meio dos anos 80, começou a trabalhar com Cyndi Lauper e, entre 1989 e 1991, foi um membro da banda Duran Duran. De 1995 a 1998, foi um membro da banda americana Soul Asylum. Já trabalhou ao lado de David Bowie, Tina Turner, David Byrne, The B-52's, dentre outros. Campbell nasceu e mora em Nova York.